# داگرئوتایپ (فیلم)
داگرئوتایپ (ژاپنی: ダゲレオタイプの女) یک فیلم در ژانر درام به کارگردانی کیوشی کوروساوا است که در سال ۲۰۱۶ منتشر شد. از بازیگران آن می‌توان به طاهر رحیم و الیویه گورمه اشاره کرد.